# Nonnullae propositiones de parabola
 Nonnullae propositiones de parabola (hrvatski: Nekoliko napomena o paraboli) je djelo hrvatskoga matematičara i fizičara iz Dubrovnika Marina Getaldića. Napisao ga je na latinskom jeziku. Objavio ga je 1603. godine.
Objavio ga je iste godine kad i svoje prvo djelo. U svezi je s Getaldićevim istraživanjima paraboličnih zrcala, a donosi dokaz da su sve parabole jednako prikladne za konstrukciju paraboličnih zrcala, a ne samo presjeci uspravnoga, pravokutnog stošca.